# Igreja do Espírito Santo (Moledo)
A Igreja do Espírito Santo do Moledo, Igreja Paroquial de Moledo ou Igreja do Divino Espírito Santo, localiza-se em Moledo, na atual freguesia de São Bartolomeu dos Galegos e Moledo, no Município de Lourinhã, em Portugal.
Em sua torre encontra-se inscrita a data de 1629.
Trata-se de um pequeno templo de arquitectura singela mas acolhedor. Com um alpendre frontal, ainda apresenta, no interior, um tecto quinhentista, com painéis de madeira decorados.
Dignos de menção são os magníficos azulejos do século XVII.